# Kleine Beskiden

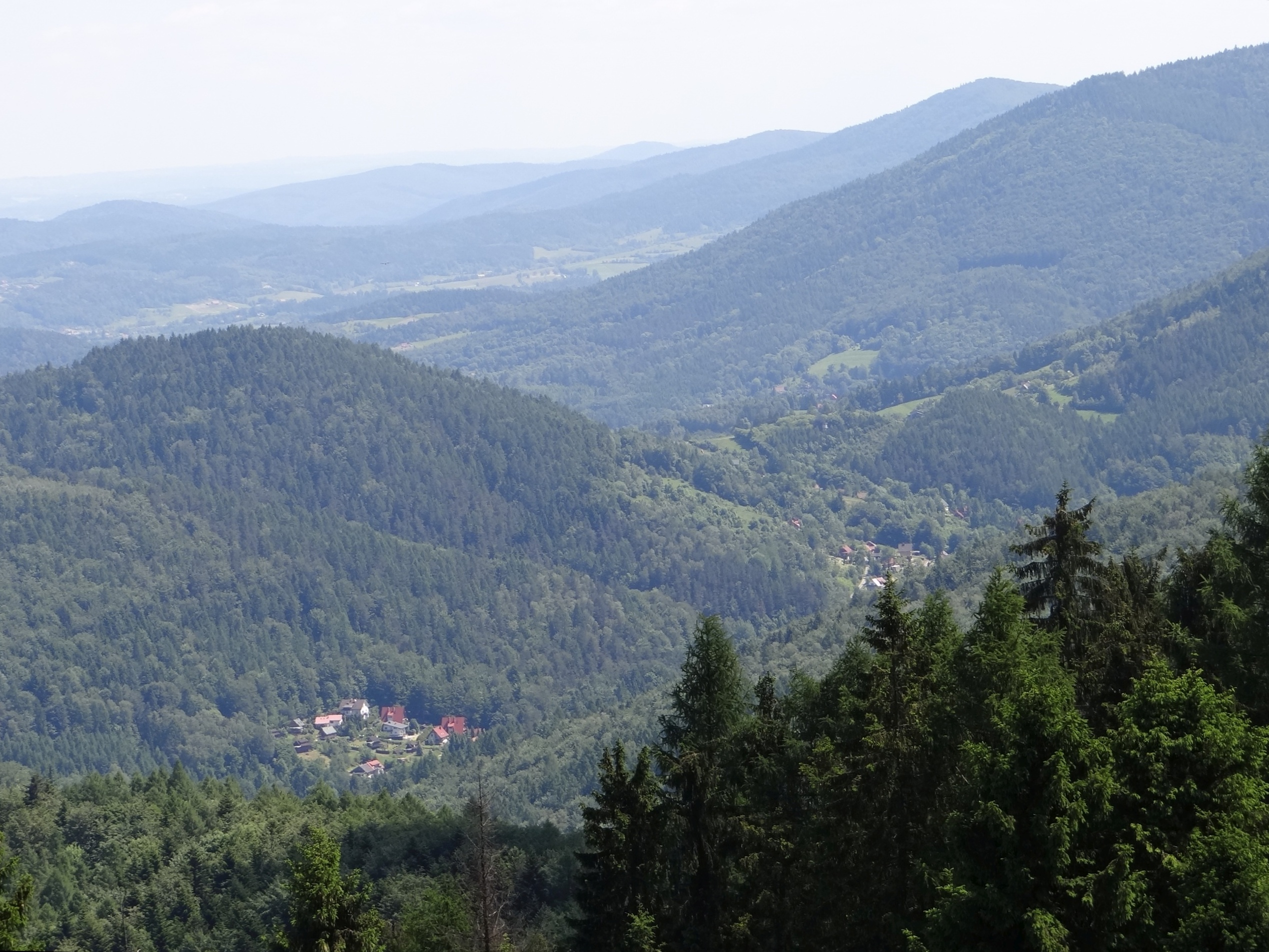
Bergpass Targanicka

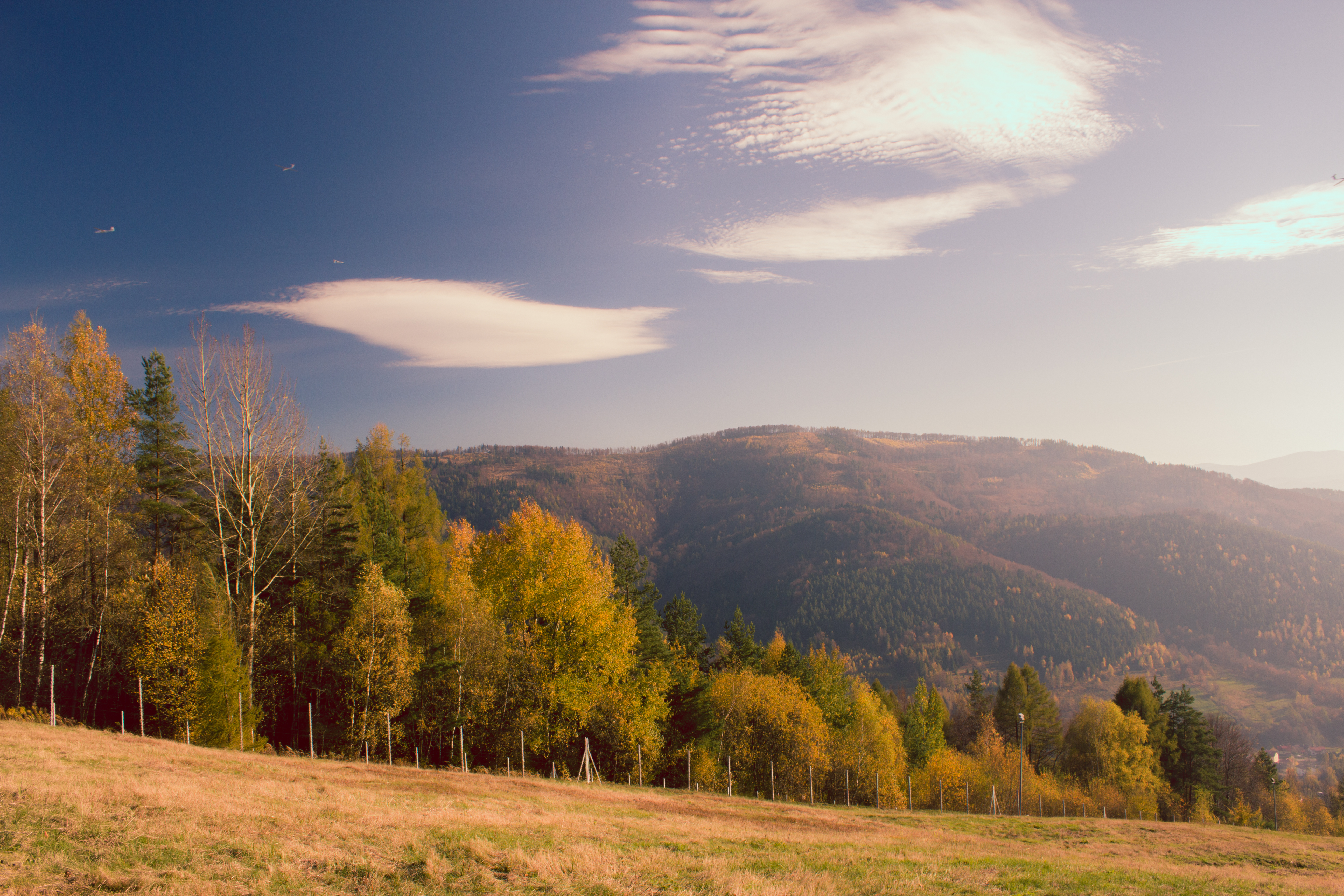
Żar

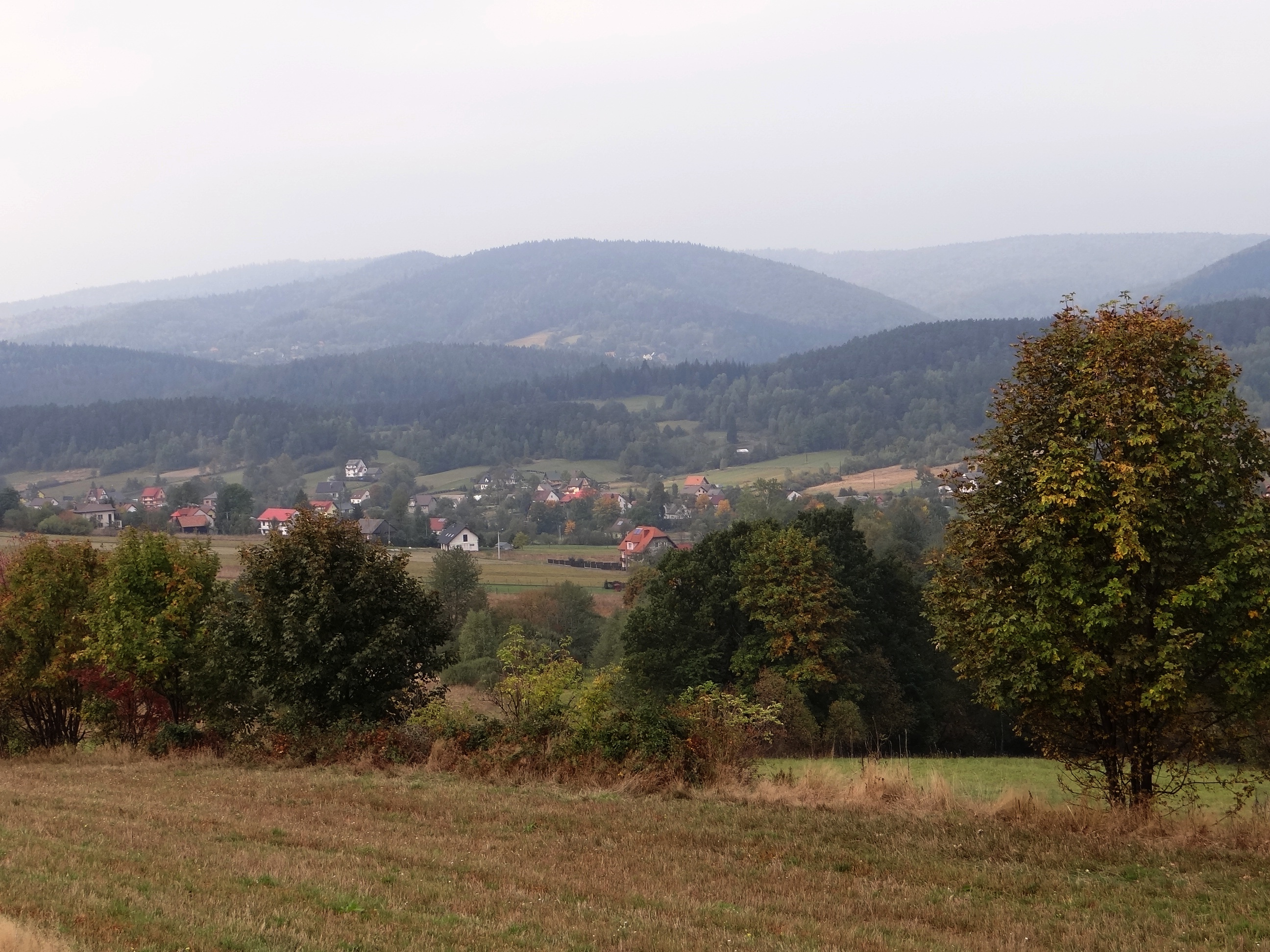
Czarna Góra

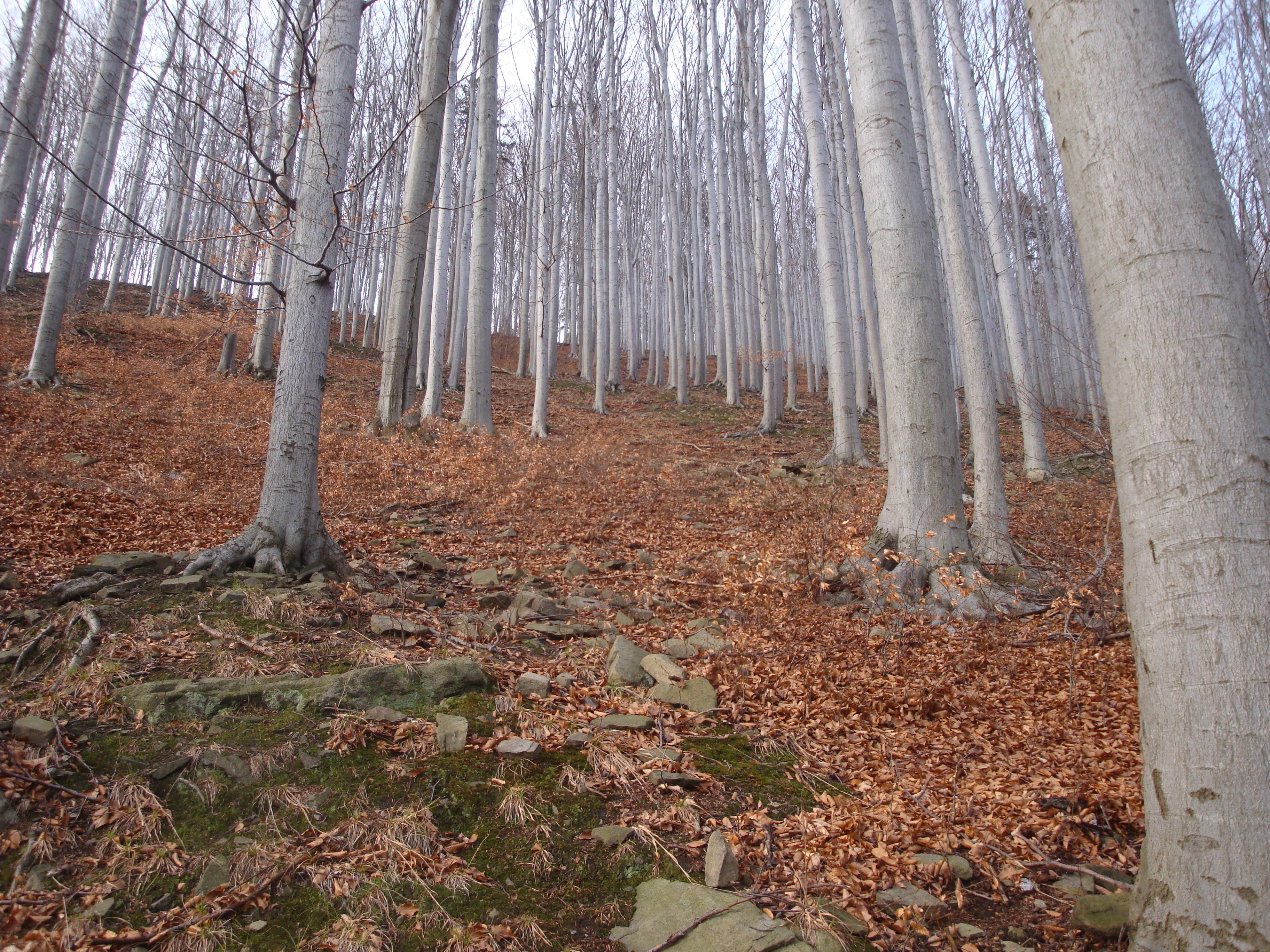
Naturreservat Zasolnica

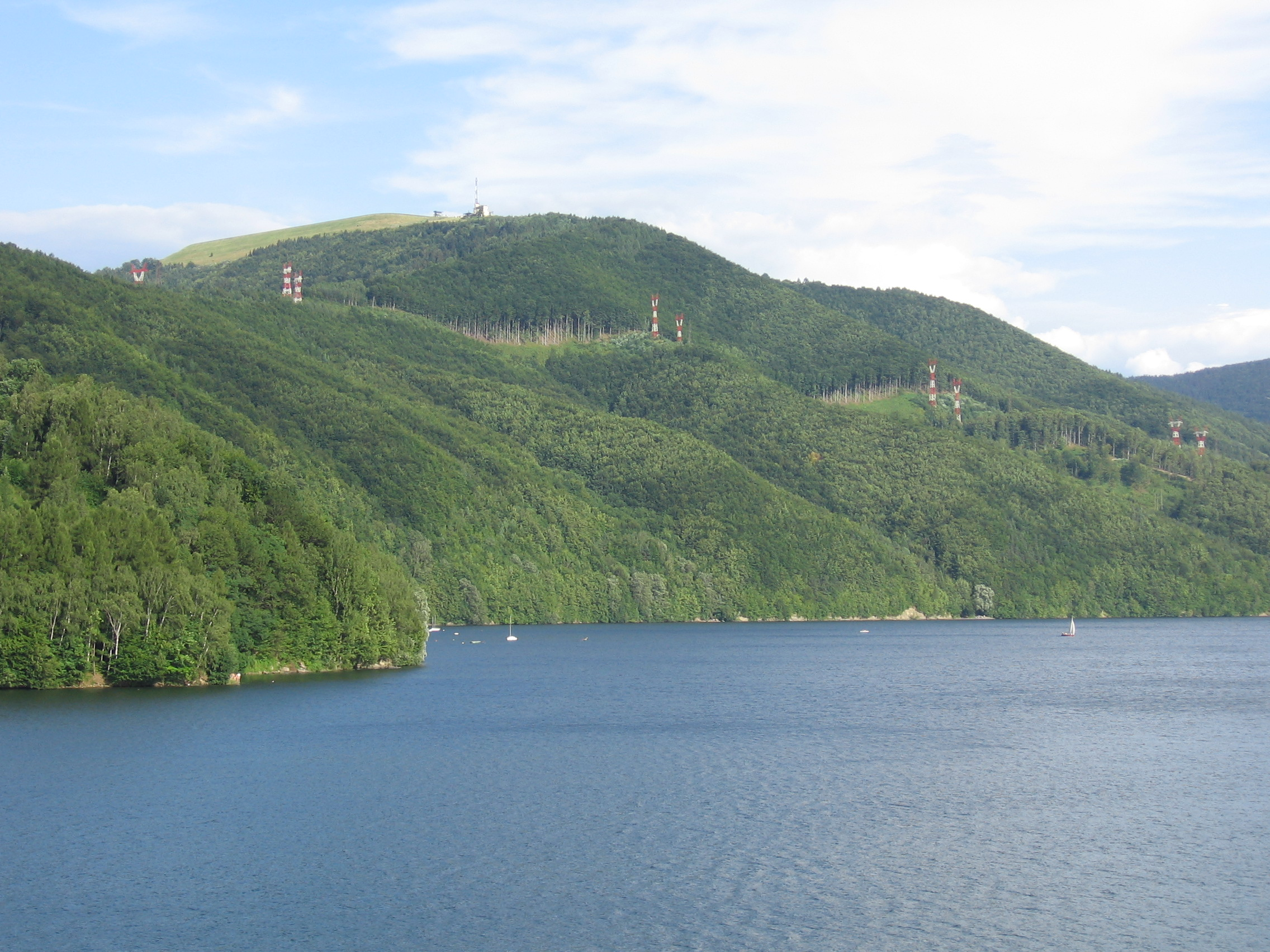
Stausee Jezioro Międzybrodzkie

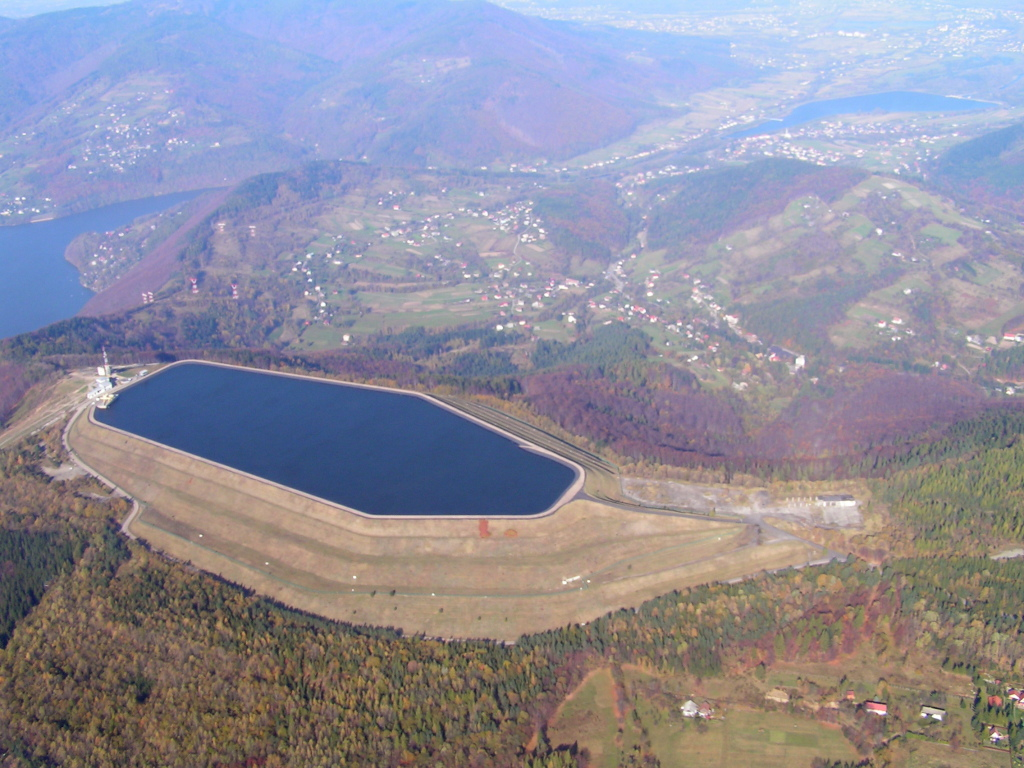
Pumpspeicherkraftwerk Żar

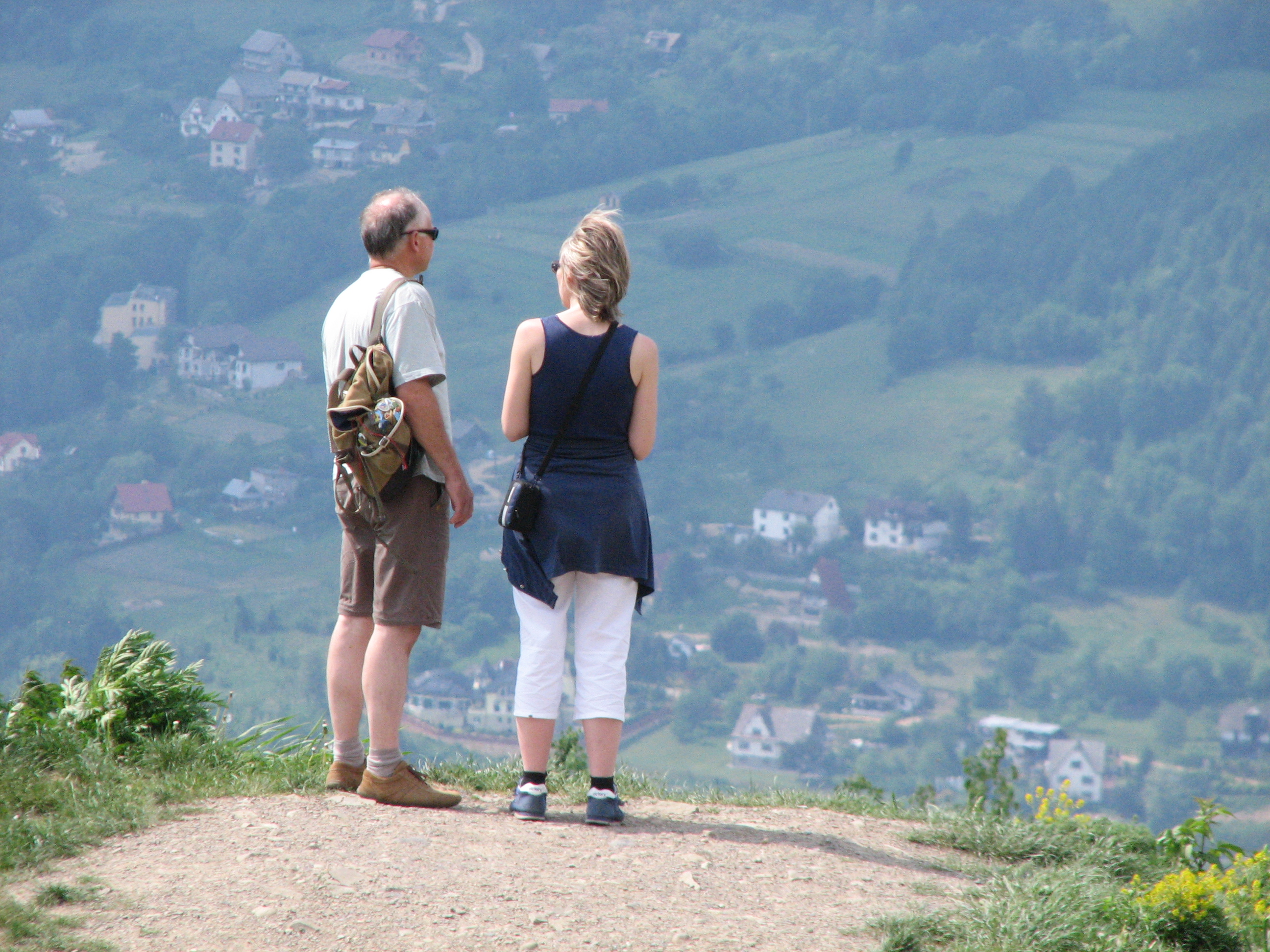
Wanderer auf dem Gipfel

Die Kleinen Beskiden (polnisch Beskid Mały) sind ein Gebirgszug der Westbeskiden in Polen, in den Woiwodschaften Kleinpolen und Schlesien.

## Geographie
Die Kleinen Beskiden erstrecken sich auf der Länge von etwa 35 km zwischen Bielsko-Biała im Westen und Zembrzyce im Osten. Die Abgrenzung zu den Schlesischen Beskiden ist das sogenannte Wilkowicer Tor (Brama Wilkowicka), im Norden grenzen sie an das Schlesische (Pogórze Śląskie, im Nordwesten) und das Pogórze Wielickie (im Nordosten), nach Osten gehen sie in die Mittelbeskiden (Beskid Makowski) über. Im Süden senkt sich der Gebirgszug in das Saybuscher Becken (Kotlina Żywiecka) ab.
Der Fluss Soła trennt den Gebirgszug in zwei Teile:
- der kleine westliche Teil mit Czupel (930 m), Magurka Wilkowicka (909 m), Groniczki (839 m), Hrobacza Łąka (828 m), Gaiki (808 m), Łysa Góra (653 m);
- der östliche Teil mit Łamana Skała (929 m), Leskowiec (922 m), Groń Jana Pawła II (890 m), Wielki Gibasów Groń (890 m), Smrekowica (885 m), Kocierz (884 m), Potrójna (883 m) (883 m), Na Beskidzie (863 m), Jaworzyna (861 m) – Wielka Cisowa Grapa (853 m), Potrójna (847 m), Jawornica (830 m), Beskid (826 m), Magurka Ponikiewska (820 m), Gancarz (802 m), Bukowski Groń (767 m);

### Gewässer

#### Speicherseen
In den Kleinen Beskiden befinden sich vier Speicherseen:
- Jezioro Międzybrodzkie
- Jezioro Czanieckie
- Jezioro Żywieckie
- Zbiornik Świnna Poręba
- Pumpspeicherkraftwerk Żar

## Panorama

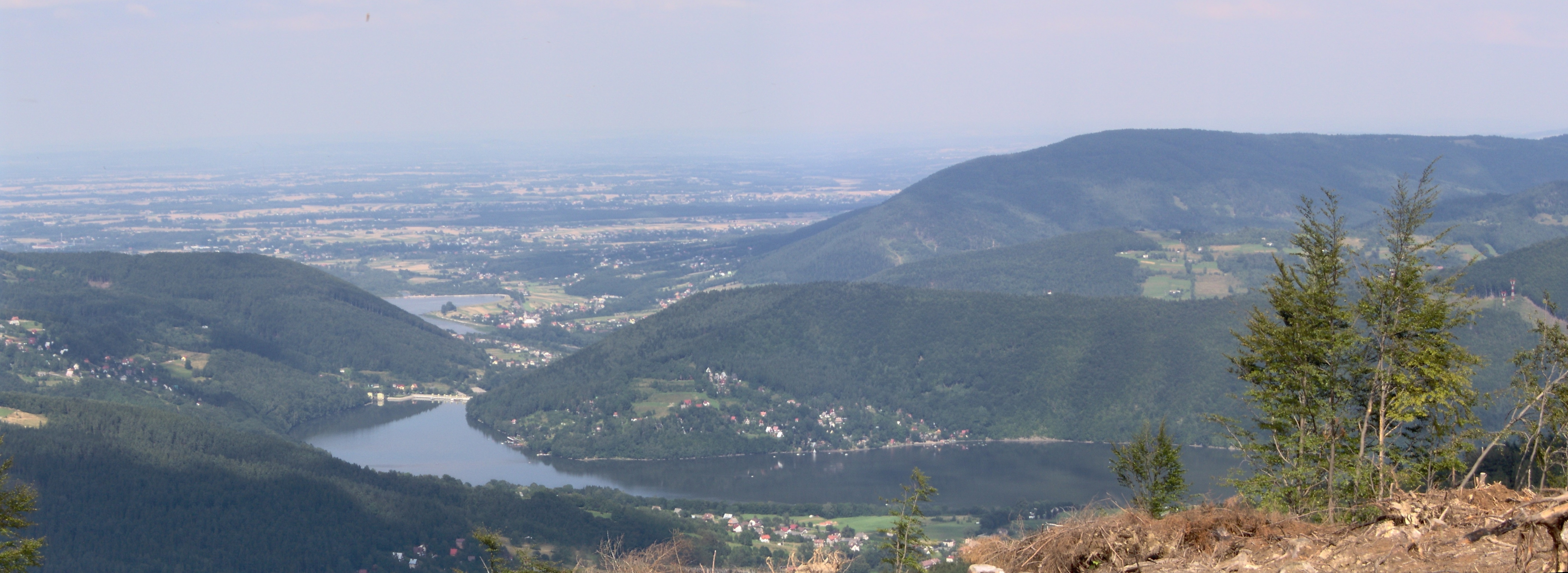
Stausee Jezioro Międzybrodzkie in den Kleinen Beskiden

## Schutzgebiete
Der Landschaftsschutzpark der Kleinen Beskiden wurde im Jahre 1998 gegründet und hat eine Fläche von 257,70 km². Es gibt vier Naturschutzgebiete: Madohora, Szeroka, Zasolnica und Grapa.

## Tourismus

### Wandern
Das Gebirge ist ein beliebtes Wandergebiet.
- ▬ Kleiner Beskidenweg: Bielsko-Biała Straconka – Gaiki – Groniczki – Gebirgspass U Panienki – Hrobacza Łąka – Międzybrodzie Bialskie – Żar – Kiczera – Przysłop Cisowy – Przełęcz Kocierska – Potrójna – Łamana Skała – Leskowiec – Groń Jana Pawła II – Krzeszów – Żmijowa – Zembrzyce
- ▬ Bielsko-Biała Straconka – Przełęcz Łysa – Magurka Wilkowicka – Międzybrodzie Bialskie
- ▬ Bielsko-Biała Straconka – Magurka Wilkowicka – Wilkowice Bahnhof
- ▬ Bielsko-Biała Straconka – przełęcz Przegibek
- ▬ Bielsko-Biała Mikuszowice – Przełęcz Łysa – Magurka Wilkowicka – Schronisko Rogacz – Bielsko-Biała Mikuszowice st. PKP
- ▬ Bielsko-Biała Mikuszowice „Stalownik“ – Przełęcz Łysa
- ▬ Bielsko-Biała Lipnik Górny – Gaiki – przełęcz Przegibek – Magurka Wilkowicka – Czupel – Czernichów – Tresna – Kościelec – Przysłop Cisowy
- ▬ Międzybrodzie Bialskie – Kreuzung mit dem blau markierten Wanderweg bei Czupel – Łodygowice
- ▬ Tresna – Solisko – Übergang zum rot markierten Wanderweg
- ▬ Bielsko-Biała Lipnik Górny – Gebirgspass U Panienki
- ▬ Kozy Bahnhof – Gebirgspass U Panienki – Chrobacza Łąka – Żarnówka Mała
- ▬ Kozy Bahnhof – Żarnówka Mała
- ▬ Gaiki (węzeł szlaków) – Porąbka – Przełęcz Bujakowska – Przełęcz Targanicka – Przełęcz Kocierska – Kocierz Rychwałdzki – Kucówki – Gibasy – Smrekowica – Krzeszów – Żurawnica – Lipska Góra – Sucha Beskidzka Bahnhof
- ▬ Przełęcz Bukowska – Porębski Groń – Złota Góra – Targanice – Jawornica – Potrójna – Łamana Skała – Rzyki-Praciaki
- ▬ Rzyki-Praciaki – Czarny Groń – Potrójna
- ▬ Rzyki-Jagódki – Schronisko PTTK Leskowiec
- ▬ Świnna Poręba – Magurka Ponikiewska – Schronisko PTTK Leskowiec – Przełęcz pod Gancarzem – Gancarz – Narożnik – Wapienica – Przełęcz Biadasowska – Czuby – Andrychów
- ▬ Inwałd st. kol. – Przełęcz Biadasowska – Zagórnik – Rzyki
- ▬ Inwałd – Kokocznik – Bliźniaki – Przełęcz Czesława Panczakiewicza – Łysa Góra – Iłowiec – Gorzeń Górny
- ▬ Wadowice – Przełęcz Czesława Panczakiewicza – Ponikiew – Schronisko PTTK Leskowiec – Makowa Góra – Tarnawa Górna
- ▬ Śleszowice – Übergang zum blau markierten Wanderweg
- ▬ Krzeszów – Gronik – Targoszów – Schronisko PTTK Leskowiec – Magurka Ponikiewska – Główniak – Skalnica – Gorzeń Górny-Czartak (Busbahnhof)
- ▬ Kreuzung bei Łamana Skała – Mlada Hora – przełęcz Przystopek – przełęcz Przydawki – Ślemień – Gachowizna – Hucisko
- ▬ Żywiec Oczków – Stary Groń – Kościelec

### Schutzhütten
In den Kleinen Beskiden befinden sich sieben Schutzhütten.
| Schutzhütte              | Höhe      | Bild |
| Magurka Wilkowicka-Hütte | 909 m     |      |
| Leskowiec-Hütte          | 890 m     |      |
| Rogacz-Hütte             | 828 m     |      |
| Potrójna-Hütte           | 883 m     |      |
| Chrobacza Łączka-Hütte   | ca. 800 m |      |
| Trzonka-Hütte            | ca. 680 m |      |
| Gibasówka-Hütte          | 810 m     |      |

### Wintersport
In den Kleinen Beskiden befinden sich zwei größere Skigebiete.
- Skigebiet Czarny Groń
- Skigebiet Góra Żar